# Balthazar-François Tasson-Snel
Balthazar-François Tasson-Snel, né à Bruxelles le 6 octobre 1811 et mort à Saint-Gilles (Bruxelles) le 28 mars 1890 , est un peintre belge.

## Biographie
Balthazar-François Tasson, décorateur, reçoit sa formation artistique à l'Académie royale des beaux-arts de Bruxelles dans la classe de Joseph Paelinck. Il participe à différents salons artistiques à Bruxelles et à Anvers. De 1842 à 1881, il enseigne le dessin à l'académie de Bruxelles, où il a parmi ses élèves le peintre Jean Robie avec qui il se lie d'amitié.
Après son mariage avec Marie-Louise Snel en 1835, il accole le patronyme de sa femme au sien. Le couple a trois enfants.

## Œuvre
Balthazar-François Tasson-Snel peint principalement des scènes historiques, ainsi que des sujets religieux et mythologiques dans un style néo-classique.

## Dans les collections muséales
- Hercule (1830), Musées royaux des beaux-arts de Belgique, huile sur toile, 141x126 (disparue avant 1984)

## Postérité
La rue de Saint-Gilles où il possédait une vaste propriété porte son nom.
Il est inhumé au Cimetière de Bruxelles à Evere.

## Distinction
- Chevalier de l'ordre de Léopold (4 mai 1881)[1].